# Pancha la Rastera
Doña Francisca Bravo Martín "Rastera", más conocida como Doña Pancha Rastera, es una versadora nacida en la Villa de Mazo (Isla de La Palma, Canarias, España) en el año 1895 y fallecida en 1986, que contribuyó a la cultura tradicional de la Isla de La Palma componiendo "décimas" de punto cubano y versos. Muchos de ellos improvisados.
Su apodo de "rastera", tiene que ver con la niebla "rastera" (a ras de superficie) que se posa sobre el mar, por lo que se entiende que provenía de una familia de pescadores.
De tiempos de escaséz, se ha recuperado un verso de Doña Pancha Rastera, cuando se tuvo que dejar de celebrar los Sanmartines en la Isla de La Palma:

Ya no se matan cochinos / El día de San Martín / Ya no se empina el barril / En casa de los vecinos. / Ni se van probando vinos / Ni un solo bucio tocar; / Ni las canciones cantar / Porque ninguno te invita / Muchos van a La Bajita / A ‘Casa de Goyo’ a cenar.

También de Doña Pancha “Rastera” es este otro verso editado/rescatado por el nieto de Doña Pancha, José Luis Teixé, donde se da buena cuenta de la enorme popularidad que han gozado siempre las Fiestas de la Virgen de Lodero:

Aquellas fiestas del Hoyo/ rodeadas de mesones/con vino y chicharrones/ las mujeres con sus novios./ Ruletas, dulces, de todo/se veía dondequiera;/algunos con borrachera/daban leña con un palo, /peleaban como un diablo/mas la fiesta estuvo buena”.